# Малое правительство
Ма́лое прави́тельство — термин, обычно используемый в либерализме, особенно политическими консерваторами и либертарианцами, для описания правительства с минимальным участием в определённых областях государственной политики или частного сектора, особенно вопросов, которые считаются частными или личными. Это важная тема в правом либерализме, либертарианстве и консерватизме.

## Австралия
В австралийской политике Лейбористская партия традиционно воспринимается как партия «большого правительства», а Либеральная партия — партия «малого правительства». В Западном мире Австралия входит в число стран с самым низким уровнем налогообложения.

## Дания
В 1993 году бывший премьер-министр Дании Андерс Фог Расмуссен, лидер Либеральной партии в 2000-х годах, написал книгу «От социального государства к минимальному государству» (дат. Fra socialstat til minimalstat), в которой выступал за обширную реформу датской системы социального обеспечения в соответствии с классическим либеральным идеями. В частности, он выступил за снижение налогов и минимизацию вмешательства со стороны правительства в корпоративные и личные вопросы. Однако с тех пор Расмуссен отверг часть из идей, высказанных в книге, сдвинувшись к правоцентризму и экологизму.

## Гонконг

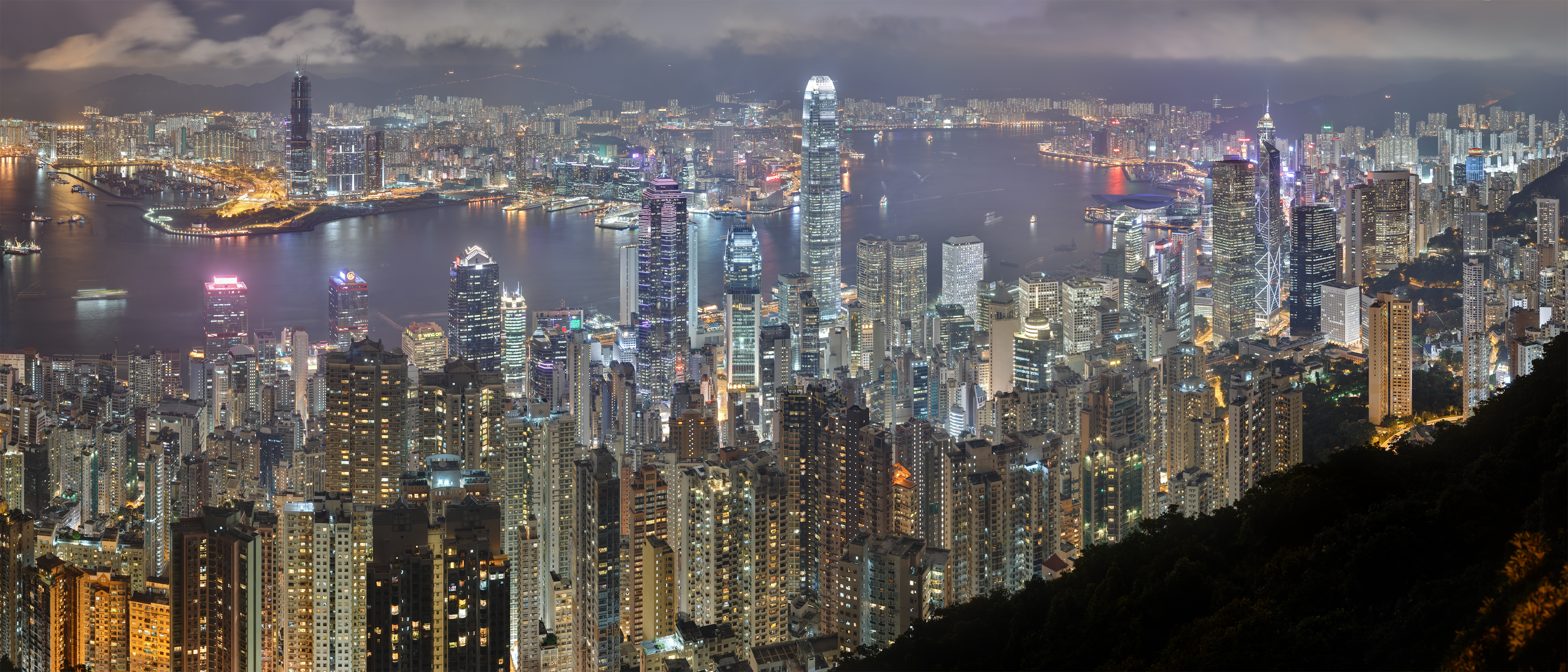
Гонконг в течение десятилетий следовал идее «малого правительства» и «принципам невмешательства».

Гонконг в течение десятилетий последовательно придерживался политики «малого правительства» и «принципа невмешательства», ограничивая вмешательство государства в бизнес, добившись больших успехов как в сфере экономики, так и в уровне жизни населения. В отчёте Группы Всемирного банка за 1994 год говорится, что ВВП Гонконга на душу населения в реальном выражении с 1965 по 1989 год рос на 6,5 % в год, что обеспечило постоянный рост в течение почти 25 лет. К 1990 году доход на душу населения в Гонконге официально превысил аналогичный показатель в метрополии. С 1995 года Гонконг считается крупнейшим в мире рынком капитала по данным The Heritage Foundation и The Wall Street Journal. Fraser Institute согласился с этим мнение в 2007 году.
Милтон Фридман описывал Гонконг как «государство невмешательства», считая эту политику необходимой для быстрого перехода от нищеты к процветанию через 50 лет. Однако, некоторые критики считают, что поскольку Гонконг был британской колонией, а Великобритания не была свободным рынком, успех Гонконга не был вызван политикой невмешательства.

## Новая Зеландия
Финансовые реформы, начавшиеся в 1984 году: сначала «Роджерномика», а затем «Рутеназия» — превратили Новую Зеландию из страны с сильно зарегулированной экономикой в страну с либерализованной свободной рыночной экономикой. В ходе реформ были приватизированы телекоммуникационная компания, железнодорожная сеть, ряд радиостанций и два финансовых учреждения. Эти реформы были инициированы Лейбористской партией, которая с тех пор успела вернуться к своим социал-демократическим и интервенционистским идеям; после этого идею «малого правительства» стала реализовывать правоцентристская Национальная партия, делая ставку на частное предпринимательство, низкое налогообложение, сокращение расходов на социальное обеспечение и общее ограничение вмешательства государства. В современной политике Новой Зеландии «малое правительство» связано с консерватизмом.

## Великобритания
В Великобритании всё XX столетие и начало XXI века идея «малого правительства» в целом ассоциировалось с Консервативной партией, а «большое правительство» с Лейбористской партией.
Идея «малого правительства» была сильно продвинута в Великобритания консервативным правительством во главе с Маргарет Тэтчер. Её политика, вошедшая в историю как «тэтчеризм» была призвана уменьшить роль государства в экономике и позволить отраслям действовать без государственного вмешательства. Для этого была проведена
приватизация ранее национализированных предприятий и отраслей экономики, а также ряда учреждений социальной сферы, образования и здравоохранения, сворачивались социальные программы, в финансово-бюджетной сфере царствовал монетаризм. Это позволило фондовым рынкам и отраслям более активно конкурировать друг с другом и сделать британские товары более конкурентными в мировой торговле. Сторонники Тэтчер именно чрезмерное вмешательство правительства в экономику считали главной причиной экономических бедствий Британии в конце 1960-х и все 1970-е годы.
Существуют разные взгляды на то, в какой степени это было достигнуто. Оппоненты утверждают, что приватизация и сокращение государственных расходов сделало многих британцев намного беднее, чем они были раньше. Этот аргумент особенно слышен в связи с железными дорогами и Национальной службой здравоохранения. Некоторые сторонники «малого правительства», такие как британский автор и журналист Джеймс Бартоломью, отмечают, что хотя рекордные объемы финансирования пошли на социальное обеспечение, общественные образование и здравоохранение, социальное жилье в совете, это лишь навредило тем людям, которых оно предназначалось, чтобы помочь и не представляло ценности для инвестиций.
Помимо противодействия вмешательству государства в экономику, защитники «малого правительства» выступают против вмешательства правительства в личную жизнь людей. Правительство лейбористов во главе с премьер-министром Тони Блэром подверглось критике по этому поводу, например, давая нежелательные советы о еде, алкоголе и курении. Это было названо как «государство-няня».

## Соединённые Штаты
В США борьба между сторонниками и противниками «малого правительства» велась фактически с момента создания страны. Уже в конце 1780-х годов в стране начинают формироваться два мощных движения, федералисты, которые поддерживали сильное федеральное правительство; и анти-федералисты, которые хотели создать свободную конфедерацию штатов. Нынешнее движение сторонников «малого правительства» в США в значительной степени является результатом президентства Рональда Рейгана (1981—1989) и проводимой им «рейганомике». Опираясь на экономическую теорию предложения Рейган и его правительство попытались перенести акценты с регулирования спроса на товары и услуги на стимулирование их производства. Необходимость дать простор инвестиционным и инновационным процессам, снижению издержек, увеличению сбережений и накопления частного капитала потребовала крупных налоговых реформ. Основными пунктами рейганомики были: замедление роста правительственных расходов, сокращение налогов, минимизация вмешательства государства в экономику и снижение инфляции путём сокращения денежной массы.
В своей первой инаугурационной речи Рейган 20 января 1981 года сказал:

Правительство — не решение нашей проблемы, правительство и есть наша проблемаОригинальный текст (англ.)Government is not the solution to our problem; government is the problem— 
Эти слова стали неофициальным лозунгом Движения чаепития и консервативных комментаторов, таких как Гленн Бек и Раш Лимбо. Движение чаепития утверждает, что США традиционно имели «малое правительство» и лишь позже отвернулись от этого идеала. В общем, члены движения поддерживают Республиканскую партию и часто выступают против умеренных республиканцев на первичных выборах.
Либертарианское крыло Республиканской партии, в которое входят такие политики, как Рон Пол и его сын Рэнд, особенно сильны в поддержке идеи «малого правительства» в отличие от неоконсервативного крыла, который выступает за большие расходы на оборону и христианские принципы, желая, чтобы федеральное правительство обеспечило соблюдение того, что они считают христианской моралью. Опрос Gallup в 2013 году показал, что большинство (54 %) американцев считают, что правительство пытается сделать слишком много.